# Bale Brang
Bale Brang is een bestuurslaag in het regentschap Sumbawa van de provincie West-Nusa Tenggara, Indonesië. Bale Brang telt 1398 inwoners (volkstelling 2010).